# Marsilea quadrata
Marsilea quadrata är en klöverbräkenväxtart som beskrevs av Addison Brown. Marsilea quadrata ingår i släktet Marsilea och familjen Marsileaceae. Inga underarter finns listade.